# بمکین
بمکین (به عربی: بمکین) یک منطقهٔ مسکونی در لبنان است که در شهرستان عالیه واقع شده‌است. بمکین ۱٫۱۱ کیلومتر مربع مساحت دارد ۷۰۰ متر بالاتر از سطح دریا واقع شده‌است.